# Bovilla-Reservoir
Das Bovilla-Reservoir (albanisch Ujëmbledhësi i Bovillës) ist ein 4,6 Quadratkilometer großer Stausee, der das meiste Wasser für die Trinkwasserversorgung der albanischen Hauptstadt Tirana liefert. Das Reservoir liegt im Skanderbeggebirge rund 15 Kilometer nordöstlich von Tirana und südöstlich von Kruja.

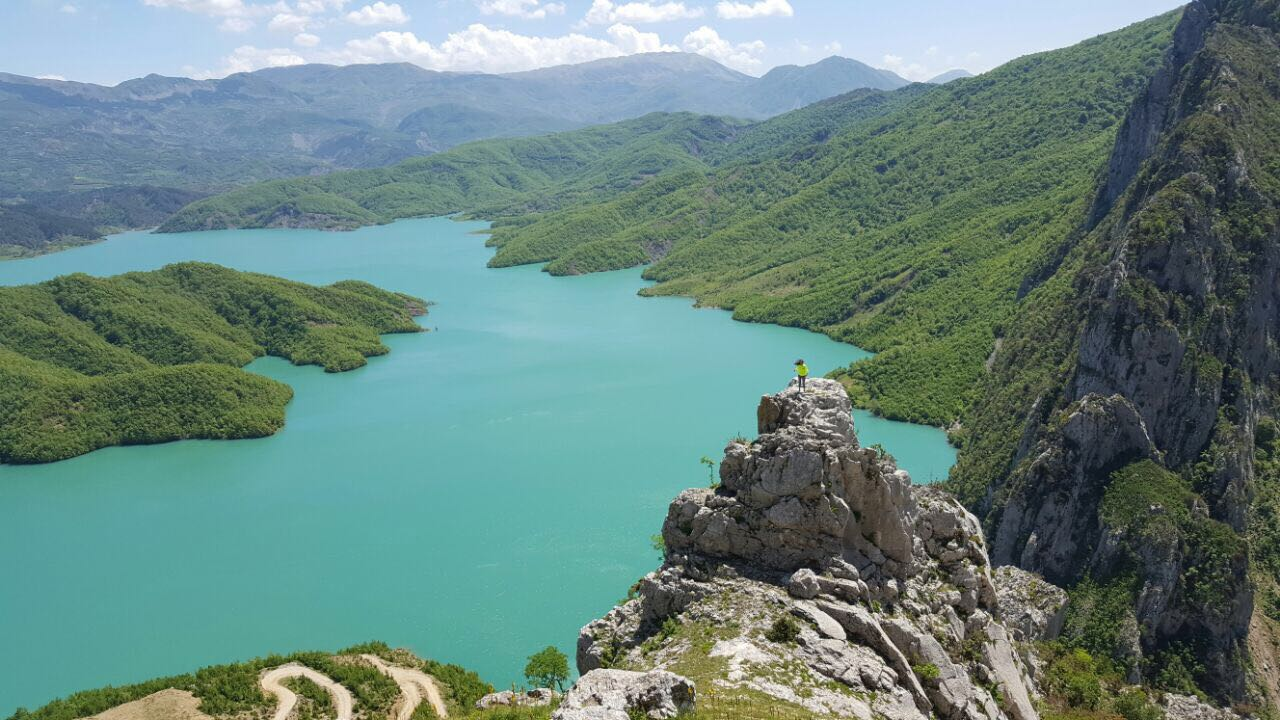
Der Bergeinnschnitt mit dem dahinterliegenden Reservoir

Im Bovilla-Reservoir wird der Fluss Tërkuza gestaut, ein Quellfluss des Ishëm, der die Ebene von Tirana nach Norden entwässert. Die Tërkuza entspringt östlich der äußeren Randkette des Küstenrandgebirges, das sie in der tiefen Schlucht Shkalle e Bovillës durchquert, die sie zwischen den Bergen Maja e Gomtitit (1268 m ü. A.) und dem Mali i Bjeshit (1239 m ü. A.) geformt hat. Am Eingang zur Schlucht wurde der Staudamm errichtet. Der Damm, gebaut aus einem lokalen Konglomerat aus Kies und Sand, ist 91 Meter hoch und 130 Meter lang.
Erste Bauarbeiten begannen 1988, wurden aber nach dem Zusammenbruch des Kommunismus unterbrochen. Im Oktober 1993 wurde der Bau dank Unterstützung des italienischen Staats fortgesetzt. Nach dem Ende der Bauarbeiten 1996 wurde der See ab 1998 gefüllt und gleichzeitig seiner Bestimmung zugeführt.
Der Wasserpegel variiert im Jahresverlauf um sieben bis zehn Meter mit dem Höchststand im regenreichen Winterhalbjahr. Bei Messungen in den Jahren 2006 bis 2008 lag die größte Wassertiefe bei rund 45 Metern. Der Unterschied zur ursprünglichen größten Wassertiefe von 53 Metern dürfte durch Sedimente zu erklären sein, die von den Flüssen mitgeführt wurden.
Das Wasser von den mächtigen Quellen bei Bovilla wird seit 1974 für die Wasserversorgung von Tirana genutzt. Die Tërkuza liefert pro Jahr rund 105.000.000 Kubikmeter Wasser aus einem Einzugsgebiet von etwa 98 Quadratkilometern. Der Jahresverbrauch liegt bei durchschnittlich 78.000.000 Kubikmetern, was etwa dem Inhalt des Reservoirs entspricht. Das Reservoir liefert über eine Druckleitung aus Stahl bis zu 1.800 Liter Trinkwasser pro Sekunde (das entspricht zwischen 50 und 57 Millionen m3 pro Jahr). Die rund zehn Kilometer lange Leitung mit 90 Zentimeter Durchmesser verbindet den Stausee mit der Aufbereitungsanlage in Kodra Kuqe nördlich der Hauptstadt. Zum Teil wird das Wasser des Stausees auch für die Bewässerung genutzt.
Nebst diesem Oberflächenwasser wird die Trinkwasserversorgung von Tirana noch durch natürliche unterirdische Quellen und artesische Quellen gespeist, um den geschätzten Bedarf von 2,8 Kubikmeter pro Sekunde (2009) respekte rund 100 Millionen Kubikmetern pro Jahr (2020) der Hauptstadtregion zu decken. Hierfür wird zum Teil ebenfalls mittels langen Leitungen Wasser von Karstquellen im Gebirge nach Tirana geführt, das zudem im Wasserkraftwerk Lanabregas noch zur Energieerzeugung genutzt wird.
Der See liegt im Gebiet des Dajti-Nationalparks, etwas südlich vom Nationalpark Qafë Shtama. Die Felswände rund um die Schucht und den Staudamm bieten gute Möglichkeiten zum Klettern. Baden ist im Trinkwasserreservoir verboten. Nur wenige Fischarten waren im See zu finden: Der Schneider (Alburnoides bipunctatus) und Karpfenfische der Gattung Barbus waren am häufigsten. Große Exemplare des Graskarpfen (Ctenopharyngodon idella) wurden von Fischern gefangen. Der Silberkarpfen (Hypophthalmichthys molitrix) wurde wiederholt ausgesetzt, um die Wasserqualität zu verbessern.
Neun sehr abgelegene Dörfer mit über 5000 Einwohnern sind in den Hügeln rund um den See verstreut. Die Bewohner leben primär von der Landwirtschaft. Für den Stausee mussten 400 Familien umgesiedelt werden. Sie erhielten zwar Ersatz für ihr Land, es gab aber doch heftigen Widerstand.
Im September 2001 wurde beim Wasser vom Bovila-Reservoir erstmals ein schlechter Geruch und ein schlechter Geschmack festgestellt. In der Folge wurde der See aufwändig untersucht und eine grundsätzlich gute Wasserqualität festgestellt. Die Ursache für den Geruch wird in sauerstoffabhängigen Actinobacteria und Streptomyces vermutet. Die Wissenschaftler schlugen Maßnahmen gegen die Trübung des Wassers vor: Wiederaufforstungsmaßnahmen gegen Erosion, einen geschützten Bereich entlang des Seeufers und Reinigung des Abwassers der Siedlungen und Ställe im Einzugsgebiet. Im Jahr 2018 beklagten Journalisten, dass von diesen Maßnahmen nichts umgesetzt worden sei: Noch immer gäbe es keine Müll- und Abwasserentsorgung für die umliegenden Dörfer und Erosion sei nach wie vor ein Problem.